# 梵化
梵化（英語：Sanskritisation 或 Sanskritization）是一個社會學術語，指的是在種姓等級中被指定於較低位階的種姓或部落等，藉模仿主導或較高種姓的儀式和習俗來尋求向上流動的過程（參看社會學術語“矇混”）。這個術語由印度社會學家 Mysore Narasimhachar Srinivas 在1950年代推廣。 在基於種姓的社會階級制度的中層成員中尤其被觀察到有關現象。
它也被認為促進印度次大陸宗教綜攝現象的發生，從而產生遍佈該地區各處的印度教信仰。